# Ґреґ Бест
Ґреґ Бест (англ. Greg Best, 23 липня 1964) — американський вершник.
Срібний призер Олімпійських Ігор 1988 (індивідуальний конкур), 1988 (командний конкур) років.
Срібний призер Панамериканських ігор 1987 року в командному конкурі.